# Jüdischer Friedhof (Porto)
Der Jüdische Friedhof Porto wurde 2022 eröffnet und ist der jüngste jüdische Friedhof in Portugal. Er liegt in der nordportugiesischen Hafenstadt Porto und heißt Campo da Igualdade Isaac Aboab.

## Geschichte
Der Friedhof ist der Nachfolger des ersten, 1380 eröffneten jüdischen Friedhofs in Porto. Die Lage dieses nicht mehr existenten Friedhofs ist nicht mehr genau bekannt. Er befand sich in der Nähe der damaligen Synagoge auf dem „Monte dos Judeos“ und lag wahrscheinlich an den Hängen des heutigen Parks Horto das Virtudes. Dieser Friedhof ging nach der Vertreibung der Juden infolge des Alhambra-Edikts von 1492 verloren.
Der heutige Friedhof wurde Anfang 2022 eröffnet und ist seit der Inquisition der erste neue jüdische Friedhof der jüdischen Gemeinde in Porto – neben Lissabon dem bedeutendsten jüdischen Zentrum in Portugal. Bis zur Eröffnung mussten die Verstorbenen der jüdischen Gemeinde entweder auf jüdischen Friedhöfen außerhalb Portos – wie etwa dem Jüdischen Friedhof Lissabon – oder auf nicht-katholischen Friedhöfen in der Stadt bzw. der Region bestattet werden.
Benannt wurde der Friedhof nach Isaac Aboab da Fonseca (1605–1693), ein zeitweise in Porto lebender Rabbi, Gelehrter, Kabbalist und Schriftsteller sowie erster Rabbi in der „Neuen Welt“. Nach ihm heißt der Friedhof Campo da Igualdade Isaac Aboab oder auch Isaac-Aboab-Feld der Gleichheit. Die Lage des Friedhofs wird von der Gemeinde aus Schutz vor Vandalismus nicht öffentlich bekannt gegeben. Mitgeteilt wurde lediglich, dass er sich am Rande Portos befindet.
So liegen über den Friedhof nur wenige Informationen und Bilder vor. Die Anlage hat einen rechteckigen Grundriss und ist von einer hohen Mauer umgeben. Auf dem Friedhof befindet sich ein Taharahaus für die Leichenwaschung. Insgesamt stehen auf dem Friedhof 300 Grabstellen zur Verfügung – sowohl für Einzel- als auch Familiengräber.